# Letiště Mostar
Letiště Mostar (chorvatsky Zračna luka Mostar, IATA: OMO, ICAO: LQMO) je veřejné mezinárodní letiště, které se nachází v Hercegovině, jižně od města Mostaru.
Letiště bylo otevřeno v roce 1965 pro vnitrostátní dopravu v rámci Jugoslávie. Po dlouhou dobu sloužilo také pro testování nedaleko vyráběných letadel značky Soko. V roce 1984 získalo jako záložní letiště pro Sarajevo vzhledem k pořádání olympijských her statut letiště mezinárodního. Jeho slibný rozvoj v 80. letech 20. století přerušila válka v roce 1992.
V roce 2017 zavedla společnost Eurowings první pravidelné mezinárodní linky na toto letiště. V témže roce odbavilo letiště 43 118 cestujících. Vzhledem k turistickému charakteru města Mostaru (resp. jeho historického jádra) má letiště značný obrat cestujících především v letních měsících, resp. v turistické sezóně.